# Järstorps distrikt
Järstorps distrikt är ett distrikt i Jönköpings kommun och Jönköpings län. 
Distriktet ligger väster om Jönköping.

## Tidigare administrativ tillhörighet
Distriktet inrättades 2016 och utgörs av en del av området som till 1971 utgjorde Jönköpings stad, delen som före 1910 utgjorde Järstorps socken.
Området motsvarar den omfattning Järstorps församling hade vid årsskiftet 1999/2000.